# Клячно
Клячно (словац. Kľačno) — село, громада округу Пр'євідза, Тренчинський край. Кадастрова площа громади — 48.7 км².
Населення 1057 осіб (станом на 31 грудня 2020 року).

## Історія
Клячно згадується 1413 року.

## Населення
| Рік:            | 1994. | 2004.   | 2014.   | 2024.   |
| --------------- | ----- | ------- | ------- | ------- |
| Кількість осіб: | 1072  | 1099    | 1113    | 1076    |
| Різниця:        |       | +2,51 % | +1,27 % | -3,32 % |

| Рік:            | 2023. | 2024.   |
| --------------- | ----- | ------- |
| Кількість осіб: | 1061  | 1076    |
| Різниця:        |       | +1,41 % |